# فيرونيكا كامبل براون
فيرونيكا كامبل براون (Veronica Campbell-Brown) هي لاعبة أولمبية في ألعاب القوى من جامايكا. شاركت في الأولمبياد الصيفي في 2000–2012، وفازت بما مجموعه 7 ميداليات.

## الميداليات
| ذهب | فضة | برونز | المجموع |
| 3   | 2   | 2     | 7       |

## روابط خارجية
- فيرونيكا كامبل براون على موقع الاتحاد الدولي لألعاب القوى (الإنجليزية)
- فيرونيكا كامبل براون على موقع الدوري الماسي (الإنجليزية)
- فيرونيكا كامبل براون على موقع اللجنة الأولمبية الدولية (الإنجليزية)
- فيرونيكا كامبل براون على موقع أوليمبيديا (الإنجليزية)
- فيرونيكا كامبل براون على موقع اتحاد ألعاب الكومنولث (مؤرشف) (الإنجليزية)
- فيرونيكا كامبل براون على موقع اتحاد ألعاب الكومنولث (مؤرشف) (الإنجليزية)
- فيرونيكا كامبل براون على موقع دورة ألعاب الكومنولث 2006 (مؤرشف) (الإنجليزية)